# Olearia
Olearia es un género de plantas de flor perteneciente a la familia de las Asteraceae. Comprende 280 especies descritas y solo 181 aceptadas.  Se encuentra la mayoría en Australia, Papúa Nueva Guinea y Nueva Zelanda. El género incluye plantas  herbáceas, arbustos y pequeños árboles, esto último inusual entre las Asteraceae.
Las especies de Olearia las utilizan como fuente de alimentación las larvas de algunas especies de Lepidoptera entre las que se incluyen Aenetus ligniveren, que medran dentro de los troncos. 
Algunas especies
| - Olearia albida - Olearia algida - Olearia allomii - Olearia angulata - Olearia angustifolia - Olearia arborescens - Olearia argophylla - Olearia asterotricha - Olearia avicennifolia - Olearia axillaris - Olearia buchananii - Olearia capillaris - Olearia chathamica - Olearia cheesmanii - Olearia ciliata - Olearia colensoi - Olearia coriacea - Olearia ericoides - Olearia erubescens - Olearia floribunda - Olearia fragrantissima | - Olearia frostii - Olearia furfuracea - Olearia glandulosa - Olearia hectori - Olearia hookeri - Olearia ilicifolia - Olearia insignis - Olearia iodochroa - Olearia lacunosa - Olearia ledifolia - Olearia lepidophylla - Olearia lirata - Olearia lyallii - Olearia macrodonta - Olearia megalophylla - Olearia moschata - Olearia myrsinoides - Olearia nernstii - Olearia nummulariifolia - Olearia obcordata - Olearia odorata | - Olearia oporina - Olearia pachyphylla - Olearia paniculata - Olearia pannosa - Olearia persoonioides - Olearia phlogopappa - Olearia pinifolia - Olearia polita - Olearia ramulosa - Olearia rani - Olearia rotundifolia - Olearia semidentata - Olearia solandri - Olearia speciosa - Olearia stuartii - Olearia tasmanica - Olearia teretifolia - Olearia tomentosa - Olearia traversii - Olearia virgata - Olearia viscosa |